# Virgilio Barco Vargas
Pour les articles homonymes, voir Barco (homonymie) et Vargas.
Virgilio Barco Vargas, né le 17 septembre 1921 et mort le 20 mai 1997, est un diplomate et homme d'État colombien. Membre du Parti libéral colombien, il fut président de la république de Colombie du 7 août 1986 au 7 août 1990.

## Biographie
Barco est né à Cúcuta dans le département de Norte de Santander, au nord-est de la Colombie. 
Barco est élu président de la république avec 58 % des votes en 1986. 
Il meurt à Bogota le 20 mai 1997. Son épouse Caroline est décédée en 2012.